# Wolfgang Thamm (Feuerwerker)
Wolfgang Thamm (* 11. Dezember 1946 in Lübeck; † 16. Mai 2013) war ein deutscher Experte für Kampfmittel und Kampfmittelbeseitigung.

## Leben
Nach seiner Lehre in einem metallverarbeitenden Beruf trat er 1966 in die Bundeswehr ein, wo er eine Ausbildung zum Schießlehrer für Handfeuerwaffen und Bordkanonen bis zum Kaliber 2 cm erhielt, und zuletzt als Leiter eines Munitionsinstandsetzungsbetriebes in einem großen Munitionsdepot tätig war. Ab 1972 machte er eine Ausbildung zum Feuerwerker an der Technischen Schule der Bundeswehr in Aachen.
Nach 14 Jahren Dienst in der Bundeswehr wurde er Räumstellenleiter in einer privaten Fachfirma für Kampfmittelbeseitigung und kam in Kontakt mit Unmengen Bomben, Minen und Granaten aus beiden Weltkriegen. Nach einem unverschuldeten schweren Arbeitsunfall 1990 schied er aus dem aktiven Arbeitsleben aus, widmete sich historischen Forschungen und wurde oft von Medien zur Darstellung von Kampfmittelthemen herangezogen. Er schrieb mehrere Fachbücher, darunter 1995 Feuerwerker im Einsatz: die Kampfmittelbeseitigung in der Bundesrepublik Deutschland von 1945–1993 und 2002 55 Jahre Kampfmittelbeseitigung in der Bundesrepublik Deutschland, die beide zur Standardliteratur in diesem Bereich zählen. 2004 schrieb er Biografien über Heinz Schweizer und Egon August Agtha. Weitere Bücher beschäftigen sich mit Fernzündgeräten, dem Einsatz biologischer Kampfstoffe sowie ein Buch über die Landminenräumung in den Niederlanden.
1993 wurde ihm für seine Verdienste das Verdienstkreuz am Bande der Bundesrepublik Deutschland verliehen.
Er war Mitglied in der International Explosive Ordnance Disposal Foundation in London, in der Vereinigung Schweizer Sprengfachleute, im Deutschen Sprengverband. Er war außerdem seit 1976 Mitglied im Bund Deutscher Feuerwerker und Wehrtechniker und organisierte unter anderem die Bundeshauptversammlung in Dülmen.

## Auszeichnungen
- 1989: Silberne Verdienstnadel vom Bund Deutscher Feuerwerker und Wehrtechniker e.V.
- 1993: Verdienstkreuz am Bande der Bundesrepublik Deutschland
- 1994: International Award „Detoprim“ der Fachsektion für Sprengwesen, Budapest
- 2006: Goldene Verdienstnadel vom Bund Deutscher Feuerwerker und Wehrtechniker e.V.

## Werke
- Der Krupp'sche Schieß- und Versuchsplatz 1873 - 1887. Dülmen: Bund Deutscher Feuerwerker und Wehrtechniker 1989.
- Feuerwerker im Einsatz: die Kampfmittelbeseitigung in der Bundesrepublik Deutschland von 1945–1993. Osnabrück: Biblio-Verlag 1997. ISBN 978-3-7648-2434-1 (2. erw. Auflage: 1997).
- 55 Jahre Kampfmittelbeseitigung in der Bundesrepublik Deutschland, 1945–2000. Bissendorf: Biblio-Verlag 2002. ISBN 978-3-7648-2327-6
- Fliegerbomben : die Spreng- und Brandbombenentwicklung in der Luftwaffe. Bonn : Bernard und Graefe 2003. ISBN 978-3-7637-6228-6
- Hauptmann (W) und Ritterkreuzträger Heinz Schweizer : Feuerwerker und Sprengkommandoführer. Boissendorf: Biblio-Verlag 2004. ISBN 978-3-7648-2660-4
- Hauptmann (W), Träger des Ritterkreuzes des Eisernen Kreuzes mit Eichenlaub Egon August Agtha: Feuerwerker und Sprengkommandoführer. Mammendorf: Pro-Literatur-Verlag 2005. ISBN 978-3-86611-034-2
- Einsatzfähige deutsche Fernzündgeräte. Mammendorf: Pro-Literatur-Verlag 2005 ISBN 978-3-86611-108-0
- Bomben 1945 und danach! – Die Bombardements über Deutschland und die Folgen. Mammendorf: Pro-Literatur-Verlag 2005. ISBN 978-3-86611-012-0
- Einsatz biologischer Kampfstoffe: China 1932 - 1945. Mammendorf: Pro-Literatur-Verlag 2007. ISBN 978-3-86611-340-4
- Seeminen: eine Idee zur Friedenssicherung. Augsburg: Pro-Literatur-Verlag 2008. ISBN 978-3-86611-425-8
- Marinewaffen: Ausführungen zur deutschen Marinewaffentechnik Anfang des 20. Jahrhunderts unter Einbezug des Feuerwerkerwesens. Mehring: Pro-Literatur-Verlag 2008. ISBN 978-3-86611-413-5
- Festung Holland: Landminenräumung in den Niederlanden 1945 - 1947. Mehring: Pro-Literatur-Verlag 2009. ISBN 978-3-86611-449-4.
- Munitionsbergungsdienst: im Schatten des Todes – die Gefahr wurde gebannt. Mehring: Pro-Literatur-Verlag 2009. ISBN 978-3-86611-452-4